# Eugène Terre'Blanche
Eugène Ney Terre'Blanche, né le 31 janvier 1941 et mort le 3 avril 2010, est un policier sud-africain reconverti en fermier et le chef de file du Mouvement de résistance afrikaner (Afrikaner Weerstandsbeweging — AWB), mouvement politique paramilitaire afrikaner, farouche partisan de l'apartheid et de l'établissement d'un Volkstaat.
Condamné en 1997 pour agression, Terre'Blanche est incarcéré trois ans avant d'être remis en liberté en 2004.

Drapeau de l'Afrikaner Weerstandsbeweging ou AWB (Afrikaner Resistance Movement) fondé en 1973 par Eugène Terre'Blanche.

## Biographie

### Origines et carrière professionnelle
Descendant d'Estienne Terre'blanche, huguenot français, originaire de la région de Toulon, immigré en Afrique du Sud en 1704, son grand-père, Étienne Terre'Blanche, avait combattu les Britanniques durant la seconde guerre des Boers et son père, De Villebois Mareuil Terre'Blanche (1911-1985), avait été lieutenant-colonel dans l'armée sud-africaine (South African Defence Force — SADF). Le nom de Terre'blanche conserve généralement son orthographe d'origine quoique d'autres orthographes peuvent être utilisées telles que : TerreBlanche, Terre Blanche, Terblanche et Terblans.
Né en 1941, à Ventersdorp dans le sud-ouest de la province du Transvaal (actuelle province du Nord-Ouest),  Eugène Terre'Blanche a suivi sa scolarité à Potchefstroom, une des villes les plus conservatrices et calvinistes du Transvaal. Sa stature massive lui permit d'entrer dans l'équipe de rugby de son école et d'en devenir le capitaine.
Il commença une carrière dans la police en 1964, où il servit comme volontaire dans le Sud-Ouest africain (l'actuelle Namibie) où il participa aux unités spéciales chargées de la protection des résidences du Premier Ministre et du Président de la République.
En 1968, il quitta la police pour se consacrer à l'agriculture sur la ferme familiale de Ventersdorp.
Grand admirateur d'Hendrik Verwoerd, premier ministre d'Afrique du Sud (1958-1966), considéré comme l'un des architectes de l'apartheid, Eugène Terre'Blanche devient de plus en plus opposé à la politique du successeur de Verwoerd, John Vorster qu'il qualifia de libérale et milita à partir de 1969 au HNP, une fraction dissidente d'extrême droite du Parti national alors au pouvoir depuis 1948 pour protester contre la décision de Vorster d'autoriser la présence de joueurs et de spectateurs Maoris lors de la tournée de l'équipe de Nouvelle-Zélande de rugby à XV en Afrique du Sud en 1970. Terre'Blanche se présenta aux élections législatives anticipées du 22 avril 1970 dans la circonscription de Heidelberg mais y fut battu.

### Un amateur d'essais et de poèmes
Parallèlement à ses activités politiques, Terre'Blanche reçut trois prix de l'Union de la Langue et de la Culture Afrikaans pour avoir écrit, joué et dirigé la pièce lewers langs die pad. Auteur de plusieurs essais et poèmes durant ses années scolaires où il étudia le théâtre et se révéla bon acteur et doué pour la mise en scène, il écrivit Sybrand die watermarker qui sera proposée au programme des collégiens des écoles secondaires de la province du Cap en 1982 et 1983 ainsi qu'à l'Université du Natal avant que cette proposition ne soit retirée à la suite de la médiatisation grandissante de ses activités politiques.

### Fondation du mouvement de résistance afrikaner (AWB)
Le 3 juillet 1973, il fonda, à Heidelberg, avec six amis le Mouvement de résistance afrikaner (Afrikaner Weerstandsbeweging ou AWB), une association politique dont le but était de combattre pour le maintien de l'apartheid verwoedien, mouvement qui restera confidentiel.

### Faits d'armes et ascension médiatique (1979-1988)
En 1979, Terre'Blanche accéda à la notoriété en enduisant de goudron et de plumes Floors Van Jaarsveld, un professeur libéral d'histoire de l'Université de Pretoria qui avait prononcé un discours tentant d'identifier tout ce qui pouvait paraitre être un mythe dans le jour du vœu. Le procès qui suivit donna à l'AWB et à Terre'Blanche l'audience et la visibilité médiatique qui leur manquait. Terre'Blanche reçut alors le soutien d'Albert Hertzog au côté duquel il avait participé à la célébration du jour du vœu le 16 décembre 1978 accompagné de l'ancien ministre Connie Mulder.
Il mena alors de plus en plus d'actions commandos contre les réunions de chefs du parti national au Transvaal. Le 14 novembre 1979, il interrompit à Fochville la réunion politique d'Andries Treurnicht, alors ministre et président de la fédération du parti national au Transvaal. En décembre 1980, il organisa une manifestation en plein centre-ville de Pretoria malgré l'interdiction du gouvernement. Le mouvement restera cependant isolé, repoussé par son allié naturel le plus proche le Herstigte Nasionale Party de Jaap Marais qui refusait toute double appartenance entre les deux mouvements.
En 1982, Terre'Blanche apporta activement son soutien à la campagne d'Andries Treurnicht qui avait quitté le parti national pour créer le Parti conservateur. Lors d'une élection partielle à Waterberg où Treurnicht se représentait pour conserver son siège de député, Terre'Blanche et ses militants perturbèrent les réunions politiques du parti national, notamment celles du ministre Chris Heunis. Le comportement de l'AWB amena le ministre de la Loi et de l'Ordre, Louis le Grange à diligenter une enquête sur l'AWB et ses militants que le premier ministre Pieter Botha qualifiait de « barbares blancs ». Appelé par Botha à condamner les militants de l'AWB, Treurnicht répliqua que ces demandes d'enquêtes sur le mouvement de Terre'Blanche ne seraient jamais suivies d'effets et qu'il n'y voyait qu'une manipulation politique dans la requête qui avait été faite par le ministre de la Loi et de l'Ordre. Treurnicht fut ainsi facilement élu contre le candidat du parti national.
En 1983, des caches d'armes, d'explosifs et de munitions d'origines nord-coréenne, soviétique et yougoslave furent découvertes au Transvaal dans la ferme d'Andries Terre'Blanche, le frère d'Eugène. Eugène Terre'Blanche fut alors condamné à deux ans de prison avec sursis.
Terre'blanche, leier (chef) de l'AWB, symbolisait alors médiatiquement l'extrémisme blanc et l'apartheid, davantage encore que tout autre dirigeant favorable au maintien de la domination blanche en Afrique du Sud.

### L'apogée de Terre'Blanche (1988-1994)
En 1988, Eugène Terre'Blanche réussit à faire défiler ses partisans dans Pretoria et à débattre à l’Université de Pretoria, contre Frederik van Zyl Slabbert, un universitaire et responsable politique progressiste opposé à l’apartheid. L'AWB devint particulièrement médiatique avec ses drapeaux et brassards ornés d'un triple 7, rappelant la symbolique nazie mais également par ses défilés paramilitaires et la Brandwag, milice nommée chargée de défendre les intérêts blancs du pays. C'est toujours montant sur un étalon noir ou blanc que Terre'Blanche arrivait à ses meetings politiques, escorté par des gardes du corps en uniforme paramilitaire. Dans ses discours, Eugène Terre'Blanche exaltait les républiques boers du XIXe siècle, déclamait sa farouche opposition à la démocratie parlementaire sous toutes ses formes, et, après avoir défendu le maintien de l'apartheid sur l'ensemble du territoire sud-africain, appelait de ses vœux la création d'un état populaire blanc, un état calviniste plus connu ensuite sous la désignation de Volkstaat. Il devint alors le leader charismatique d'une petite minorité de blancs sud-africains, principalement des petits fermiers boers, des ouvriers et des artisans vivant dans les zones rurales du pays, notamment celles de l'État libre d'Orange et du Transvaal.
En 1989, il y eut des révélations dans la presse de la relation ambigüe d'Eugène Terre'Blanche avec une journaliste anglophone progressiste Jani Allan. Tous deux démentirent cette aventure.
En 1990, à la libération de Nelson Mandela, Terre'Blanche menaça de prendre le pouvoir par la force si le gouvernement blanc de Frederik de Klerk « capitulait » devant l'ANC. Terre'Blanche tenta alors de bloquer, par tous les moyens, y compris la violence, les négociations sur le démantèlement de l’apartheid. Ainsi, le 9 août 1991, lorsque le président De Klerk vint participer à un meeting à l'Hôtel de Ville de Ventersdorp, Terre'Blanche organisa une manifestation de deux mille membres de l'AWB pour protester contre sa politique. La manifestation se termina par une confrontation avec la police, confrontation que les médias appelleront la bataille de Ventersdorp et qui se soldera par la mort de trois membres de l'AWB ainsi que d'un passant. C'était la première fois en quarante-trois ans que les forces de l'ordre ouvraient le feu sur des manifestants blancs.
À la suite de la victoire du candidat du parti conservateur lors d'une élection partielle à Potchefstroom au début de l'année 1992, dans un fief du parti national, le président de Klerk, affaibli par ce résultat, décida de consulter la population blanche par référendum afin d'obtenir un soutien franc et massif aux réformes constitutionnelles en cours. Il s'agissait concrètement pour les électeurs blancs de valider l'abolition de l'apartheid ainsi que la poursuite des négociations en vue du transfert de pouvoir à la majorité noire avec en contrepartie l’obtention de garanties quant aux libertés fondamentales.
Orateur talentueux, doué d'un riche sens poétique des cadences du langage, Terre'Blanche assimilait dans ses discours la fin de l'apartheid à une capitulation devant le communisme. Le parti national, utilisant adroitement la répulsion que provoquait l’extrémisme de l’AWB d’Eugène Terre'blanche dans l'électorat blanc modéré, assénant un message habile par sa dichotomie (Moi ou le chaos) et bénéficiant, de plus, d'un grand avantage financier et médiatique sur ses adversaires conservateurs, eut à cœur de mobiliser l'électorat sur le péril immense et irréversible manifesté par la généralisation de la violence et la faillite économique qu'enclencherait un vote négatif. Le référendum eut lieu le 17 mars 1992. Avec un taux de participation supérieur à 80 %, les Blancs votèrent à 68,7 % pour le « oui » aux réformes. Les conservateurs et leurs alliés tels l'AWB subirent alors une défaite déterminante.
Le 7 mai 1993, à Potchefstroom, lors du ralliement de quinze mille militants de la droite conservatrice et des mouvements de l'extrême droite sud-africaine (AWB, Boere Kommando, Boerevolk, Pretoria Boere, le mouvement de résistance Boer, l'armée Boer républicaine...), Terre'Blanche se rallia au général Constand Viljoen auquel il prêta serment de fidélité. L'Afrikaner Volkfront, coalition regroupant le parti conservateur et diverses milices dont l'AWB, était née. Son objectif était la création d'un état indépendant, un Boerestaat, situé à l'intérieur des frontières de l'Afrique du Sud. C'est sous la bannière de l'Afrikaner Volkfront qu'Eugène Terre'Blanche et l'AWB tentèrent, à nouveau, de jouer la carte de la violence le 25 juin 1993 lorsque trente membres de la milice de l'AWB envahirent le centre de conférence du World Trade Center de Kempton Park où se déroulaient les négociations constitutionnelles en présence de Joe Slovo, le chef du parti communiste sud-africain et de Pik Botha, le ministre des Affaires Étrangères. Ils furent suivis par quatre cents des trois mille manifestants du Volksfront qui s'étaient rassemblés devant le World Trade Center. L'intervention de Constand Viljoen auprès de la délégation de l'ANC, du gouvernement sud-africain et des officiers de police permit d'éviter toute effusion de sang de part et d'autre. En mars-avril 1994, à l'appel de Lucas Mangope, président du Bantoustan du Bophuthatswana et membre de l'alliance des libertés au côté de Viljoen, Viljoen tenta de procéder à une opération de sauvetage de son allié politique mais il fut dépassé et mis en échec à la suite de l'intervention inopinée de Terre'Blanche et de ses partisans qui n'eut pour résultat que de provoquer la révolte des forces de sécurité du Bophuthatswana contre les membres du Volksfront et de provoquer, à nouveau, la mort de trois militants de l'AWB, abattus à bout portant devant les caméras du monde entier. L'échec de cette opération amènera Viljoen à renoncer à la résistance militaire boer et à rompre avec l'AWB pour choisir, en définitive, la voie parlementaire en créant le front de la liberté.

### Le déclin (1994-2008)
Le 17 juin 1997, Eugène Terre'Blanche fut condamné à six ans de prison pour avoir agressé un pompiste noir dans une station-service ainsi que pour la tentative de meurtre d'un garçon de ferme. Il fut alors incarcéré à la prison de Rooigrond près de Mafikeng dans la province du Nord-Ouest.
Devenu un chrétien repentant, ruiné, Terre'Blanche fut libéré en juin 2004 affirmant avoir abandonné ses convictions racistes.
Le 16 décembre 2005, il célébra néanmoins le jour de la réconciliation (ancien jour du vœu sous l'apartheid) par un rassemblement sur Church Square au centre de Pretoria. Devant une petite centaine de partisans, il fustigea la « nation artificielle » créée au moyen de la langue anglaise « comme une potion magique ». La lutte contre la criminalité devint alors son nouveau cheval de bataille. Il fonda dans ce cadre le Brandwag van die Christen Boerevolk (Service de défense du peuple boer chrétien), un réseau affilié à l’AWB qui pouvait être mobilisé par SMS afin d'intervenir lorsque ses adhérents avaient des problèmes de sécurité.
En 2008, Eugène Terre'Blanche réactiva l'AWB et participa en septembre 2009 à un meeting devant le monument de Vegkop où il réclama que des terres du nord du Natal et du Transvaal oriental soient restituées au Boerevolk, c'est-à-dire au peuple boer, mais il récusa vouloir reprendre les armes, du moins dans l'immédiat, préférant militer pour l'obtention d'une république afrikaner autonome, cause qu'il voulait porter devant la Cour internationale de justice (CIJ) de La Haye sur la base des accords passés entre les Voortrekkers et les chefs tribaux noirs au dix-huitième siècle, .

### Un assassinat qui réveille les tensions raciales (2010)
Le 3 avril 2010, Eugène Terre'Blanche, 69 ans, est battu à mort durant son sommeil par deux employés noirs pour le motif qu'il aurait refusé de leur verser leur salaire mensuel de trois cents rands (trente euros) ce que contestera sa fille adoptive, Bea Terre'Blanche, déclarant que le règlement des salaires avait juste été différé à la fin du week-end pascal et jusqu'à la réouverture des banques.
Terre'Blanche aurait été tué à coups de pangas (machettes) et de tuyaux selon la version de la police, version contredite par la mère de l'un des deux meurtriers présumés, âgés respectivement de quinze et vingt huit ans, laquelle évoquait des coups de barre de métal portés à la tête. Selon le rapport d'autopsie, Terre'Blanche était allongé sur le dos lorsqu'il a été tué et n'avait pas cherché à se défendre. Son pantalon était baissé, dévoilant ses parties génitales.
L'assassinat de Terre'Blanche a un impact énorme en Afrique du Sud car il s'inscrit dans un contexte de violence endémique et est révélateur des tensions communautaires. Il en devient le symbole.
Le mouvement de résistance afrikaner (AWB), parti de Terre'Blanche qui avait d'abord appelé à le venger avant de se rétracter a analysé que le meurtre de Terre'Blanche était lié à une récente polémique concernant une ancienne chanson datant de l’apartheid et prônant le meurtre des Boers, chanson reprise par Julius Malema, le chef de la ligue des jeunes de l'ANC, alors en visite au Zimbabwe, lors de l'assassinat de Terre'Blanche, afin de soutenir la réforme agraire de Robert Mugabe laquelle, après avoir entrainé le départ des fermiers blancs, a abouti à une chute de la production agricole.
Eugène Terre'Blanche s'est toujours présenté comme un Boer et sa mort a fait craindre la résurgence de vives tensions raciales à deux mois de la Coupe du monde de football. Le président Jacob Zuma a condamné le crime et appelé les Sud-Africains à l'unité et à la responsabilité tandis que le Congrès national africain qualifiait l'assassinat d'inacceptable.

### Les funérailles
Lors des funérailles d'Eugène Terre'Blanche, le service religieux eut lieu au temple de l'église protestante afrikaner de Ventersdorp le 9 avril 2010, sous haute surveillance policière (patrouilles renforcées, hélicoptères, maîtres-chien, démineurs, unités spécialisées dans le contrôle des foules), en présence de plus de dix mille sympathisants blancs, de fermiers et d'une centaine de partisans de l'AWB en tenue paramilitaire qui accueillirent le cercueil de Terre'Blanche en chantant Die Stem van Suid-Afrika, l'ancien hymne national sud-africain. Le gouvernement sud-africain était représenté par Bheki Cele, le chef de la police nationale, et par le ministre de l'agriculture, Tina Joemat-Pettersson, alors qu'un responsable du gouvernement provincial, membre du Congrès national africain (ANC), assistait également à la cérémonie religieuse. Celle-ci fut notamment marquée par le discours de Steve Hofmeyr, un chanteur populaire de langue afrikaans qui imputa la mort de Terre'Blanche à Julius Malema. Dans l'assistance à l'office religieux avait aussi pris place le pasteur noir Bojosi Isaac Medupe, qui avait rendu régulièrement visite à Eugène Terre'Blanche lors de son incarcération, et avec qui il avait tissé des liens personnels au point que l'ancien activiste afrikaner l'avait aidé à acquérir une ferme,. Après que l'assistance ait une dernière fois entonné Die Stem, Terre'Blanche a été inhumé dans les terres de sa ferme, située à une dizaine de kilomètres du centre de Ventersdorp. Afin d'éviter tout affrontement, la confédération syndicale COSATU avait appelé les Noirs des alentours à se réunir dans le township voisin de Tshing pendant les funérailles,.

### Motifs du meurtre d'Eugène Terre'blanche
Les deux meurtriers présumés d'Eugène Terre'blanche ont été inculpés pour effraction, meurtre, tentative de vol et atteinte à la dignité de la victime. Le 6 avril 2010 à Ventersdorp s’est tenue une audience mouvementée : des partisans de l'AWB, arborant une vingtaine de drapeaux quadricolores de la république sud-africaine du Transvaal et de l'État libre d'Orange ainsi que l'ancien drapeau national (1928-1994) ont entonné l’hymne sud-africain de 1928 à 1997, Die Stem van Suid-Afrika, alors que séparés par les forces de police et par des fils de fer barbelés, des militants noirs, dont certains arboraient des Tee-shirts de la ligue de jeunesse de l'ANC, entonnaient l'hymne national sud-africain composé en première partie de Nkosi Sikelel' iAfrika, le chant de lutte de l'ANC, et en seconde partie d'une version écourtée de Die Stem. Ils furent interrompus par le jet d'une bouteille d'eau par une femme blanche alors qu'il chantaient le couplet en afrikaans de Die Stem.
L'un des deux accusés étant mineur, le procès se tiendra à huis clos,.
Dans un premier temps, c'est donc un mobile pécuniaire, des salaires impayés, qui avait été évoqué par la police comme cause du crime. Après les funérailles, c'est la piste d'un crime à caractère sexuel, une tentative de sodomie des accusés, qui a été évoquée par l'un des avocats de la défense. Cette version fut abandonnée le 14 avril lors de la comparution des accusés devant le tribunal et le mobile pécuniaire fut à nouveau évoqué. Les deux accusés plaident néanmoins non coupable.
Le 22 mai 2012, Chris Mahlangu est reconnu coupable du meurtre d'Eugène Terre'Blanche par la justice sud-africaine alors que son coaccusé, mineur au moment des faits, n'est reconnu coupable que de cambriolage, une partie des charges retenues contre lui ayant été annulées pour vice de procédure. Le 22 août 2012, Chris Mahlangu est condamné à la prison à perpétuité.

### Anecdotes
En 1991, Eugène Terre'Blanche a fait l'objet d'un film documentaire sarcastique et controversé The Leader, His Driver and the Driver's Wife (en) réalisé par le documentariste britannique Nick Broomfield et diffusé sur Channel 4. En 2006, Broomfield a réalisé un nouveau documentaire ayant de nouveau Terre'Blanche pour sujet, intitulé His big white Self (en).
Eugène Terre'Blanche figurait en vingt-cinquième position sur une liste des cent plus grands sud-africains, réalisée en 2004.